# Гущин, Владимир Васильевич
Влади́мир Васи́льевич Гу́щин (10.05.1924 — 07.05.2006, Кировск, Мурманская область) — российский учёный, доктор технических наук (1975), лауреат Премии Совета Министров СССР (1989).
Родился в с. Гороховец Владимирской губернии. Окончил Московский институт цветных металлов и золота (1948). Работал в Дальстрое МВД СССР начfkmybrjv горного участка (1948-1950), затем более 30 лет — в производственном объединении «Апатит»: горный мастер, зам. начальника и начальник участка, зам. главного инженера рудника, начальник Юкспорского, Расвумчорского, Кировского рудников, главный инженер комбината «Апатит». 
Кандидат технических наук (1964).
Был одним из авторов теоретических основ системы этажного обрушения с применением взрывов. В 1975 г. защитил докторскую диссертацию. В 1980 г. под его руководством впервые в советской горной практике осуществлена проходка рудоспусков снизу вверх большого сечения на высоту 400 м в условиях повышенного горного давления.
С 1981 г. работал в Горном институте Кольского научного центра РАН – зав. лабораторией, гл. научный сотрудник (с 1989).
Автор 126 научных публикаций, в том числе 4 монографий.
За развитие научных основ и промышленное внедрение контурного взрывания в области строительства подземных сооружений присуждена Премия Совета Министров СССР (1989).
Награждён орденом Ленина, медалью «За доблестный труд. В ознаменование 100-летия со дня рождения В. И. Ленина», знаком «Шахтёрская слава III степени». Заслуженный работник объединения «Апатит», Почетный химик, Заслуженный химик РСФСР, почётный академик Академии Горных наук (1994).
Почётный гражданин г. Кировск (1999).

## Основные научные труды
- Глубокие рудоспуски /В. В. Гущин, Ю. А. Епимахов, А. А. Козырев и др. — Апатиты, 1997, — 195 с.
- Поточная технология подземной разработки мощных рудных месторождений /В. В. Гущин, Ю. В. Демидов, Ю. А. Епимахов, Г. Н. Корнев. — М.: Недра, 1982. — 126 с. — Библиогр.
- Зарубежный опыт проходки туннелей и камерных выработок /Под редакцией профессора, докт. техн. наук В. В. Гущина, Апатиты, 1994, — 110 с.